# Kaiser Franz Josef I, Rettungs-Jubel Marsch

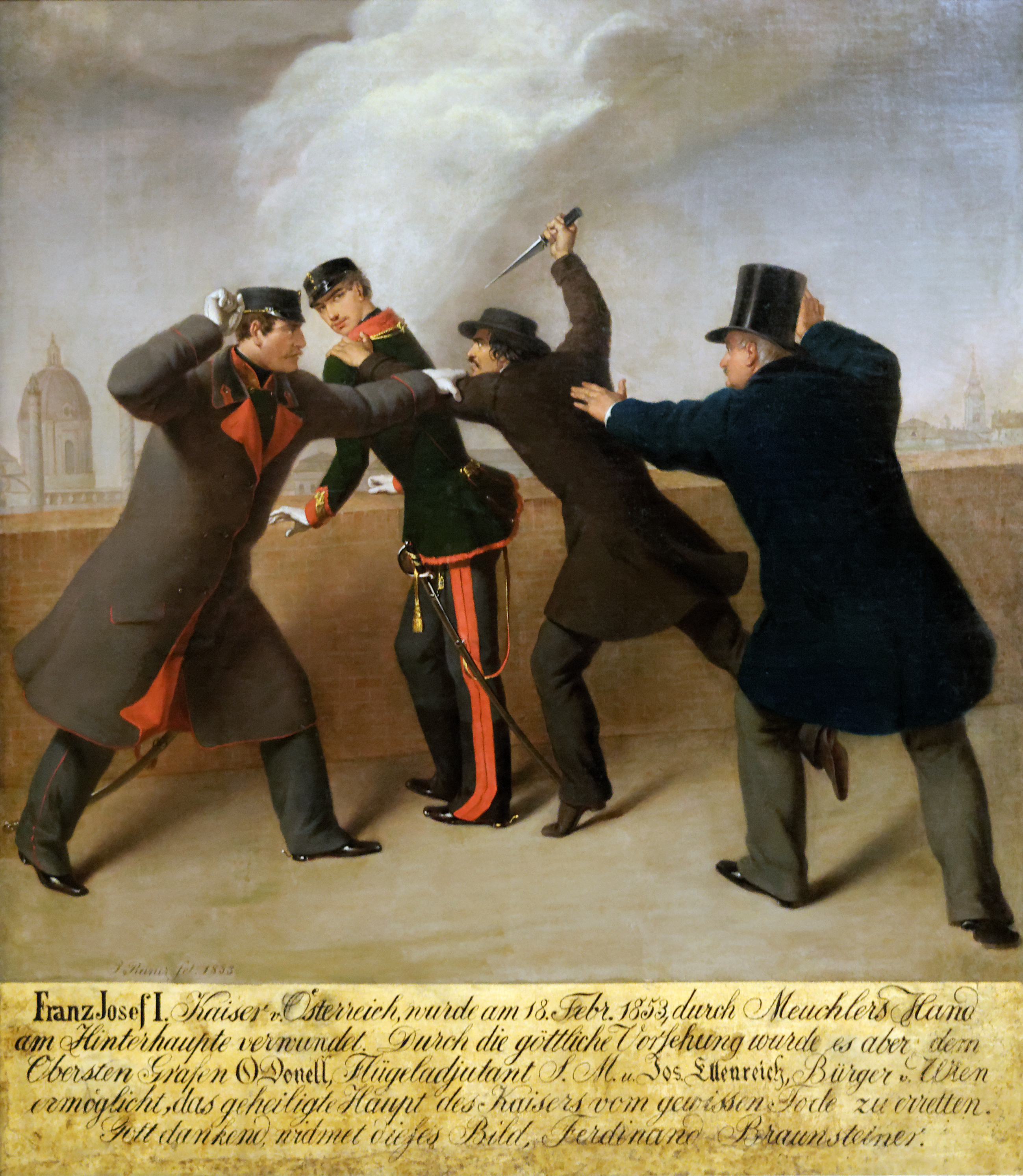
L'attentato a Francesco Giuseppe in una stampa dell'epoca.

Kaiser Franz Josef I, Rettungs-Jubel Marsch  (Marcia di Giubilo per la salvezza dell'Imperatore Francesco Giuseppe I) op.126, è una marcia di Johann Strauss (figlio).
Nel 1848 Vienna venne sconvolta dalla sanguinosa rivoluzione che l'anno prima era esplosa a Parigi. Com'era prevedibile, Johann Strauss padre si schierò dalla parte della monarchia, mentre il figlio Johann fu invece un sostenitore dei rivoluzionari.
Tale scelta risulterà poi dannosa per la carriera musicale di Johann, solo nel 1863 gli verrà infatti assegnato il prestigioso titolo di K.K. Hofball-Musikdirektor (Direttore dei balli di corte), posto lasciato vacante dopo la morte del padre nel 1849, a causa della diffidenza che la monarchia nutriva nei suoi confronti.
Riconoscendo il suo errore tattico, Johann cominciò subito a darsi da fare per riallacciare i rapporti con la corte imperiale e con l'imperatore stesso.
La prima occasione gli si presentò il 18 febbraio 1853, quando, l'ungherese Johann Libenyi attentò alla vita del nuovo Imperatore Francesco Giuseppe, allora ventiduenne. L'attentato fu sventato e per festeggiare l'evento Strauss organizzò una grande festa nella sala da ballo del cafè Sperl il 6 marzo 1853.
Un reporter osservò: